# 18903 Мацуура
18903 Мацуура (18903 Matsuura) — астероїд головного поясу, відкритий 10 липня 2000 року.
Тіссеранів параметр щодо Юпітера — 3,390.